# Nymburk
Nymburk là một thị trấn thuộc huyện Nymburk, vùng Středočeský, Cộng hòa Séc.